# Пески (стоянка)
Стоянка на территории Мостовского района Гродненской области. Состоит из 4 селищ времён средневековья и 7 стоянок каменного и бронзового века. Находится на реке Зельвянка.

## Селища
Выделяется селище - 1, селище - 2, селище - 3, селище - 4. Они датируются XV — XVIII веками н. э.

### Селище – 1
Обнаружил в 1976 году М. М. Чернявский. Обследовал в 1978 году Я. Г. Зверуго. Были найдены фрагменты гончарных горшков, кости животных.
Культурный слой 0,3 м — 0,65 м перекрыт наносным песком (слой 0,4 м).

### Селище — 2
Нашёл и обследовал в 1958 году Ф. Д. Гуревич, в 1973 году П. Ф. Лысенко, в 1984 году Я. Г. Зверуго. Культурный слой 0,2 м — 0,6 м. Были найдены осколки глиняных и лепных сосудов.

### Селище — 3
Нашёл и обследовал в 1984 году, в 1985 — 1988 г. В. В. Шаблюк. Датируется XV — XVII веками н. э. Площадь 3000 м². Культурный слой 0,3 м — 0,5 м. Была обнаружена кухонная посуда, хозяйственные ямы, ножи, пряжки, глиняное грузило, точильный брусок.

### Селище — 4
Нашёл и обследовал в 1985 году В. В. Шаблюк. Датируется XVI — XVIII веками н. э. Культурный слой 0,3 м — 0,5 м. Была найдена бытовая керамика, бронзовая накладка для пояса.